# Шуховска кула
Шуховската кула (на руски: Шу́ховская ба́шня), или Шаболовска кула (Ша́боловская ба́шня), също Кулата на Шухов, е уникална хиперболична стоманена конструкция, телевизионна и радиопредавателна кула.
|  |  |

Разположена е в Москва на улица „Шаболовка“. Кулата е построена през 1920 – 1922 г. Представлява паметник на архитектурата. Автор и ръководител на проекта е руският инженер, архитект и учен, академик Владимир Григориевич Шухов (1853 – 1939). Кулата получава признание на едно от най-водещите достижения на инженерната мисъл в света.
Проектът е изготвен през 1919 година и строителството започва през 1920 година, като е прекъсвано на няколко пъти поради липса на материали. Радиопредаванията започват през 1922 година, а излъчването на телевизионни предавания – през 1939 година.
Кулата се състои от 6 секции, всяка с височина 25 метра. Клетъчната конструкция я олекотява значително.
От 2002 г. кулата не се използва за телевизионни и радиопредавания.